# ويلوبي هيلز
ويلوبي هيلز (أوهايو) (بالإنجليزية: Willoughby Hills, Ohio)‏ هي مدينة تقع في الولايات المتحدة في مقاطعة لايك، أوهايو. يقدر عدد سكانها بـ 9,485 نسمة ومساحتها 28.02 كم2 وترتفع عن سطح البحر 244 متر.

## التركيبة السكانية
قام مكتب تعداد الولايات المتحدة بتحديد بيانات التركيبة السكانية لويلوبي هيلزفي تعداد الولايات المتحدة. في ما يلي، التركيبة السكانية حسب تعدادي 2000 و2010.

### تعداد عام 2000
بلغ عدد سكان ويلوبي هيلز 8,595 نسمة بحسب تعداد عام 2000، وبلغ عدد الأسر 3,973 أسرة وعدد العائلات 2,379 عائلة مقيمة في المدينة. في حين سجلت الكثافة السكانية 798.4 نسمة لكل ميل مربع (308.3/كم2). وبلغ عدد الوحدات السكنية 4,292 وحدة بمتوسط كثافة قدره 398.7 نسمة لكل ميل مربع (153.9/كم2).
وتوزع التركيب العرقي للمدينة بنسبة 88.84% من البيض و 0.07% من الأمريكيين الأصليين و 3.55% من الأمريكيين ذوي الأصول الآسيوية و 6.47% من الأمريكيين الأفارقة و 0.92% من عرقين مختلطين أو أكثر.
بلغ عدد الأسر 3,973 أسرة كانت نسبة 20.9% منها لديها أطفال تحت سن الثامنة عشر تعيش معهم، وبلغت نسبة الأزواج القاطنين مع بعضهم البعض 49.2% من أصل المجموع الكلي للأسر، ونسبة 7.4% من الأسر كان لديها معيلات من الإناث دون وجود شريك، وكانت نسبة 40.1% من غير العائلات. تألفت نسبة 35.1% من أصل جميع الأسر من أفراد ونسبة 11.5% كانوا يعيش معهم شخص وحيد يبلغ من العمر 65 عاماً فما فوق. وبلغ متوسط حجم الأسرة المعيشية 2.82، أما متوسط حجم العائلات فبلغ 2.16.
بلغ العمر الوسطي للسكان 43 عاماً. وكانت نسبة 18.1% من القاطنين تحت سن الثامنة عشر، وكانت نسبة 7.1% بين الثامنة عشر والأربعة وعشرون عاماً، ونسبة 28.4% كانت واقعةً في الفئة العمرية ما بين الخامسة والعشرون حتى والأربعة وأربعون عاماً، ونسبة 27.9% كانت ما بين الخامسة والأربعون حتى الرابعة والستون، ونسبة 18.4% كانت ضمن فئة الخامسة والستون عاماً فما فوق. يوجد لكل 100 أنثى 91.5 ذكر، ويوجد لكل 100 أنثى في الثامنة عشر من عمرها فما فوق 90.0 ذكر.
بلغ متوسط دخل الأسرة في المدينة 47,493 دولار، أما متوسط دخل العائلة فبلغ 60,397 دولار. وكان متوسط دخل الذكور 47,190 دولار مقابل 30,908 دولار للإناث. وسجل دخل الفرد الخاص بالمدينة 26,688 دولار. وكانت نسبة 1.7% من العائلات ونسبة 3.4% من السكان تحت خط الفقر، وكان من هؤلاء نسبة 2.7% تحت سن الثامنة عشر ونسبة 2.7% في الخامسة والستين من العمر وما فوق.

### تعداد عام 2010
بلغ عدد سكان ويلوبي هيلز 9,485 نسمة بحسب تعداد عام 2010، وبلغ عدد الأسر 4,398 أسرة وعدد العائلات 2,602 عائلة مقيمة في المدينة. في حين سجلت الكثافة السكانية 884.0 نسمة لكل ميل مربع (341.3/كم2). وبلغ عدد الوحدات السكنية 4,929 وحدة بمتوسط كثافة قدره 459.4 لكل ميل مربع (177.4/كم2).
وتوزع التركيب العرقي للمدينة بنسبة 77.6% من البيض و 4.3% من الأمريكيين ذوي الأصول الآسيوية و 16.1% من الأمريكيين الأفارقة و 1.6% من عرقين مختلطين أو أكثر.
بلغ عدد الأسر 4,398 أسرة كانت نسبة 23.0% منها لديها أطفال تحت سن الثامنة عشر تعيش معهم، وبلغت نسبة الأزواج القاطنين مع بعضهم البعض 44.6% من أصل المجموع الكلي للأسر، ونسبة 10.4% من الأسر كان لديها معيلات من الإناث دون وجود شريك، بينما كانت نسبة 4.1% من الأسر لديها معيلون من الذكور دون وجود شريكة وكانت نسبة 40.8% من غير العائلات. تألفت نسبة 35.6% من أصل جميع الأسر من أفراد ونسبة 10.8% كانوا يعيش معهم شخص وحيد يبلغ من العمر 65 عاماً فما فوق. وبلغ متوسط حجم الأسرة المعيشية 2.80، أما متوسط حجم العائلات فبلغ 2.16.
بلغ العمر الوسطي للسكان 44.4 عاماً. وكانت نسبة 18.6% من القاطنين تحت سن الثامنة عشر، وكانت نسبة 8.2% بين الثامنة عشر والأربعة وعشرون عاماً، ونسبة 24% كانت واقعةً في الفئة العمرية ما بين الخامسة والعشرون حتى والأربعة وأربعون عاماً، ونسبة 31.1% كانت ما بين الخامسة والأربعون حتى الرابعة والستون، ونسبة 18.1% كانت ضمن فئة الخامسة والستون عاماً فما فوق. وتوزع التركيب الجنسي للسكان بنسبة 48.1% ذكور و51.9% إناث.